# Sol FM
A Sol FM é uma estação de rádio comercial brasileira sediada em Fortaleza, Ceará, que opera na frequência de 94,3 MHz, outorgada no município de São Gonçalo do Amarante e com sinal emitido a partir de Caucaia, ambos municípios da região metropolitana de Fortaleza. Foi lançada em outubro de 2024 em substituição à Rádio Liderança FM, que desde 2017 operava pela frequência, pertencente à TS Eventos, administradora do projeto da Sol FM. Com programação popular, conta em seu quadro de locutores com alguns nomes conhecidos que passaram pelas principais estações de Fortaleza.

## História
A partir de 2004 a frequência de 94,3 MHz do município cearense de São Gonçalo do Amarante foi ocupada por diferentes projetos de programação, entre estações integralmente locais e afiliadas a grandes redes, como Transamérica Hits e Somzoom Sat. Em 5 de junho de 2017 a frequência, que até então era da Mais FM, passou a abrigar a Rádio Liderança FM, rede popular gerada a partir da capital Fortaleza. Seu sinal era transmitido na cidade desde 2004 pelos 89,9 MHz, outorgados ao Grupo Cidade de Comunicação, porém foi substituída em 28 de abril para o grupo posteriormente lançar um projeto popular próprio, o da 89 FM. Passados alguns anos com dificuldades para ampliar seu sinal a outros municípios da região metropolitana de Fortaleza, os 94,3 MHz receberam em dezembro de 2022 uma autorização para mudar da classe B1 para A1, possibilitando sua expansão metropolitana a partir de novembro de 2023.
Em 27 de outubro de 2024 a Liderança FM teve sua programação substituída pela da Sol FM, um projeto da TS Eventos, proprietária da frequência. Enquanto esteve em caráter experimental, a nova estação, dirigida por Tuta Sancho, Fabiano Cavalcante e Waleska Menezes, anunciou a contratação de conhecidos radialistas locais para compor sua grade popular, como Samantha Marques (recém-saída da FM 93, onde esteve por 38 anos), Paulo Oliveira (até então na Rádio Iracema) e Bezerrão. A estação também formou uma equipe esportiva para cobrir partidas dos clubes de futebol cearenses. A programação estreou em 18 de novembro.
Em fevereiro de 2025 a Sol FM promoveu a passeata de um bloco de Carnaval que reuniu sua equipe de locutores pelas ruas de Caucaia. Na madrugada de 19 de abril o sinal da estação foi interrompido após equipamentos de sua central de transmissão em Caucaia, incluindo dois módulos do transmissor principal e um do reserva, terem sido atacados e furtados, sendo restabelecido às 18h do dia 20. A Associação Cearense de Emissoras de Rádio e Televisão divulgou uma nota prestando solidariedade a seus funcionários e ouvintes e repudiando a ação, considerada criminosa pela sua presidente Carmen Lúcia Dummar, que afirmou ainda ter sido um ataque "contra a liberdade de imprensa e o direito à informação".